# ジョン・B・ライリー
ジョン・ライリー（John B. Reilly、1870年5月18日 - 1928年11月15日）は、初代マイアミ市長。
コネチカット州で生まれた。1886年、コネチカット州ブランフォードで出荷事務員になった。1893年にフロリダ州に引っ越し、McQuire & McDonald商会の簿記及びレジ係 となり、ヘンリー・M・フラグラーと契約し、彼のホテルを建設した。1896年にFlorida East Coast Railwayのmanagerに任じられ、フロリダ州マイアミで会社のスポークスマンを務めた。The city was incorporated shortly after his arrival and due to his key role with the Florida East Coast Railway。同年マイアミ市長に選出され、4年間務めた。また、1897年フロリダ州南部地区連邦長官に任命された。1914年3月、ジェームズ・デアリングのサマーハウスVilla Vizcayaを共同で経営するようになった。そして、1921年まで財務代理人を務めた。また、the Bank of Bay Biscayne、Reilly, Stoms & Paxton、Miami Realtyの取締役を務めた。